# Erich Neureuther
Erich Neureuther (* 1. Mai 1932 in München; † 28. November 2020 ebenda) war ein deutscher Filmregisseur, Schauspieler, Drehbuchautor und Hörspielsprecher. Vereinzelt wirkte er auch unter den Pseudonymen Max Bruch oder Paul Neureuther.

## Leben
Erich Neureuther, Sohn von Olga Neureuther, geborene Renz, und Emil Neureuther, besuchte die Oberschule und anschließend die  Otto-Falckenberg-Schule. In den 1950er Jahren arbeitete er als Schauspieler an Theatern in Marburg, Lübeck und München und fungierte als Sprecher bei Hörspielen des Bayerischen Rundfunks. Bis 1963 war er auch als Regieassistent beim Bayerischen -Schauspiel sowie bei Film und Fernsehen tätig. 1963 begann er zudem als freiberuflicher Regisseur für Theater und Fernsehen zu arbeiten. Er schuf Theater-Inszenierungen unter anderem in Köln, Stuttgart, Berlin und München. Seit 1964 wirkte er vor allen Dingen als Fernsehregisseur von Fernsehserien und aufwändigeren Produktionen, wobei er in diesem Bereich auf eine besonders lange, bis 2007 dauernde, Karriere zurückblicken konnte, auch wenn er zwischen 1981 und 1990 eine längere Schaffenspause einlegte. Bis 1985 hatte er bereits zirka 300 Fernsehproduktionen auf den Gebieten Fernsehspiel, Serie, Musical, Unterhaltung, Dokumentation und Kabarett zu verzeichnen.
So führte der in München lebende Neureuther Regie bei diversen Folgen von Der Nachtkurier meldet …, Das Kriminalmuseum, Die fünfte Kolonne, John Ralling – Abenteuer um Diamanten und Diamantendetektiv Dick Donald mit Götz George, beim Tatort, Privatdetektiv Frank Kross, Zwickelbach & Co. und Ein Fall für zwei. Im Unterschied zu manchen anderen Fernsehregisseuren trat er zumindest mit zwei Interviews zur Arbeitsweise bei Fernsehserien im direkten Vergleich der 1960er und 1990er etwas hervor. Dabei beklagte er den verstärkten Zeitdruck und das verringerte Produktionsbudget.

## Filmographie

### Regie
- 1964: Die Wohltäterin (Fernsehfilm)
- 1964: Harlekinade (Fernsehfilm)
- 1964: Hotel zur Erinnerung (Fernsehfilm)
- 1965: Pension Schöller (Fernsehfilm)
- 1965: Der müde Theodor (Fernsehfilm)
- 1965: Der wahre Jakob
- 1965: Der Nachtkurier meldet … (13 Folgen, 1965)
  - Eine Jagd mit Pfiff
  - Zirkus in Not
  - Wer sah Christa?
  - Obdach für Genoveva
  - Herr Dr. Groeppner – Bitte melden! (8 weitere)
- 1966: Der Fall Rouger (Fernsehfilm)
- 1966: Die spanische Fliege (Fernsehfilm)
- 1966: Das ganz große Ding (Fernsehfilm)
- 1967–1968: Das Kriminalmuseum (Fernsehreihe, 3 Folgen)
  - Die Zündschnur
  - Die Reisetasche
  - Der Bohrer
- 1968: Hafenkrankenhaus (Fernsehserie, unbekannte Anzahl Folgen)
- 1968: Die Mühle von Sanssouci (Fernsehfilm)
- 1968: Die fünfte Kolonne (2 Folgen)
  - Eine Million auf dem Nummernkonto
  - Sonnenblumenweg 7
- 1969: Der zweite Schuß (Fernsehfilm)
- 1969: Die Verspätung (Fernsehfilm)
- 1970: Millionen nach Maß (Fernsehserie, 2 Folgen)
  - Bitte zur Kasse
  - Wir zahlen bar
- 1971: Diamantendetektiv Dick Donald (Fernsehserie, 6 Folgen)
  - Doppeltes Spiel
  - Großwildjagd
  - Spezialkollektion
  - Mac Bannisters Witwe
  - Tödliche Steine (1 weitere)
- 1971: Paul Esbeck (Fernsehfilm) (als Paul Neureuther)
- 1971: Leb wohl, Judas (Fernsehfilm)
- 1972: Tatort: Wenn Steine sprechen
- 1972: Mucki (Fernsehfilm)
- 1972: Privatdetektiv Frank Kross (Fernsehserie, 13 Folgen)
  - Der stille Teilhaber
  - Der Ersatzmann
  - Fast ein Meineid
  - Der Amazonasbericht
  - Kopftausch in Tunis (8 weitere)
- 1972–1973: Fußballtrainer Wulff (Fernsehserie, 26 Folgen)
  - Die Axt im Walde
  - Schwedische Gardinen
  - Verhexte Mittsommernacht
  - Auf nach Avignon
  - Bestechung (21 weitere)
- 1973: Scheibenschießen (Fernsehfilm)
- 1973: Der Menschenfreund (Fernsehfilm)
- 1973: Der Edison von Schöneberg (Fernsehfilm)
- 1974: Die Reform (Fernsehfilm)
- 1975: Autoverleih Pistulla (13 Folgen)
- 1975: John Ralling – Abenteuer um Diamanten (13 Folgen)
  - Die zwei Seiten des Glücks
  - Der Hügel von einst
  - Die Abrechnung
  - Ein Traum verweht
  - Tod über Kimberley (8 weitere)
- 1976: Zwickelbach & Co. (Fernsehserie, 13 Folgen)
  - Der Doppelagent
  - Wunder '74
  - Der Erfinder
  - Der Preußenhasser
  - Der Wahlkampf (8 weitere)
- 1977: Aus dem Logbuch der "Peter Petersen"
- 1977: Bezauberndes Fräulein (Fernsehfilm)
- 1978: Tatort: Der Mann auf dem Hochsitz
- 1978: Kinderparty (Fernsehfilm)
- 1981: Kumpel mit Chauffeur (TV-Serie)
- 1981: Die Laurents – Geschichte einer Berliner Hugenottenfamilie (Fernsehserie, 10 Folgen)
- 1984: Bei Mudder Liesl (Fernsehserie, 13 Folgen)
- 1990: Heidi und Erni
  - Das kleinere Übel
  - Ein Unglück kommt selten allein
  - Land in Sicht
  - Tiefausläufer
- 1990–1991: Die glückliche Familie (Fernsehserie, 7 Folgen)
  - Goodbye, old Germany
  - Der Schock
  - Pferdeäpfel
  - Trennung
  - S.O.S. (2 weitere)
- 1991: Spanien – Sprache, Land und Leute (TV-Serie)
- 1993: Happy Holiday (TV-Serie, unbekannte Anzahl Folgen)
- 1994: Der Heiratsvermittler (Fernsehfilm)
- 1995: Ein unvergeßliches Wochenende (Fernsehreihe, 2 Folgen)
  - Am Tegernsee
  - In St. Moritz
- 1995: Die Wadlbeißer von Traxlbach (Fernsehfilm)
- 1996: Der Weg ins Paradies (Fernsehfilm)
- 1996: Der Komödienstadel – Zur Ehe haben sich versprochen (Fernsehfilm)
- 1996–2000: Männer sind was Wunderbares (Fernsehreihe)
- 1997: Ein Traum von Hochzeit (Fernsehfilm)
- 1997: Der Maulkorb (Fernsehfilm)
- 1997: Verzwickte Lügen (Fernsehfilm)
- 1997: Benny allein gegen alle (Fernsehfilm)
- 1998: Lychees weiß blau (Fernsehfilm)
- 1998: Hosenflattern (Fernsehfilm)
- 1998: Der verkaufte Großvater (Fernsehfilm)
- 1998: Lachende Wahrheit (Fernsehfilm)
- 1998: Zweite Geige (Fernsehfilm)
- 1999: Boulevard Berlin (Fernsehfilm)
- 1999: Die Bissgurrn (Fernsehfilm)
- 1999: Der gerade Weg (Fernsehfilm)
- 1999: Ein Fall für zwei (Fernsehreihe)
  - Der Zweite Tod
  - Tod eines Hackers
- 2000: Rosamunde Pilcher: Zeit der Erkenntnis
- 2000: Der Leberkasbaron (Fernsehfilm)
- 2002: Achterbahn ins Glück (Fernsehfilm)
- 2002: Der Komödienstadel – 's Brezenbusserl (Fernsehfilm)
- 2002: Ein Fall für zwei Ein schändlicher Plan (als Max Bruch)
- 2004: Ein Fall für zwei Der Tod und die Sterne (Fernsehreihe)
- 2005: Karten lügen nicht (Fernsehfilm)
- 2005; Der Habererbräu (Fernsehfilm)
- 2007: Die Versuchung des Aloysius Federl (Fernsehfilm)

### Drehbuchautor
- 1964: Harlekinade (Fernsehspiel)
- 1969: Der zweite Schuß (TV – Übersetzer)
- 1969: Die Verspätung (Fernsehspiel)
- 1978: Kinderparty (TV – Adaptation)
- 1998: Zweite Geige (TV)

### Schauspieler
- 1968: Hafenkrankenhaus Die Brüder Komorowski (Fernsehserie)

## Hörspiele
- Maigret und die Bohnenstange. Bayerischer Rundfunk. Regisseur: Heinz-Günter Stamm, Bearbeiter: Gert Westphal, Maigret: Paul Dahlke, Inspektor Janvier: Rolf Boysen, Ernestine, genannt Bohnenstange: Hanne Wieder, Albert: Hans Clarin, Guilleaume Serre: Hanns Ernst Jäger, Madam Serre: Gertrud Spalke, 59 Minuten, Der Audio Verlag 2005.[2][3]

Weitere Produktionen:
- 1952: Ring mit rotem Stein – Regie: Heinz-Günter Stamm (BR)
- 1961: Gefährliches Geld (6 Teile) – Regie: Walter Netzsch (BR)
- 1961: Die Perser – Regie: Friedrich Siems (BR)
- 1961: Die Morgenröte – Regie: Edmund Steinberger (BR)